# George H. D. Gossip
George Hatfeild Dingley Gossip (Nova Iorque, 6 de dezembro de 1841 - Liphook, 11 de maio de 1907) foi um mestre de xadrez e escritor anglo-americano. Ele competiu em torneios de xadrez entre 1870 e 1895, jogando contra a maioria dos principais jogadores do mundo, mas com sucesso apenas modesto. O escritor G.H. Diggle o chamou de o "King of Wooden Spoonists", porque ele frequentemente terminava em último em torneios fortes. Gossip também foi um escritor notável. Seu tratado de xadrez "Chess-Player's Manual—A Complete Guide to Chess" de 900 páginas, publicado em 1874 após vários anos de trabalho, foi duramente recebido pela crítica, principalmente porque ele tinha incluído uma série de jogos informais. Como resultado, Gossip desenvolveu ao longo da vida uma inimizade para com os críticos de xadrez, a quem ele frequentemente atacava ferozmente em seus livros. No entanto, seu livro de 1879 Teoria das Aberturas de Xadrez foi bem recebido. Wilhelm Steinitz, o primeiro Campeão Mundial de Xadrez, escreveu que a edição de 1888 do The Chess-Player's Manual foi um dos melhores livros disponíveis sobre o jogo.